# Zhang Hanhui

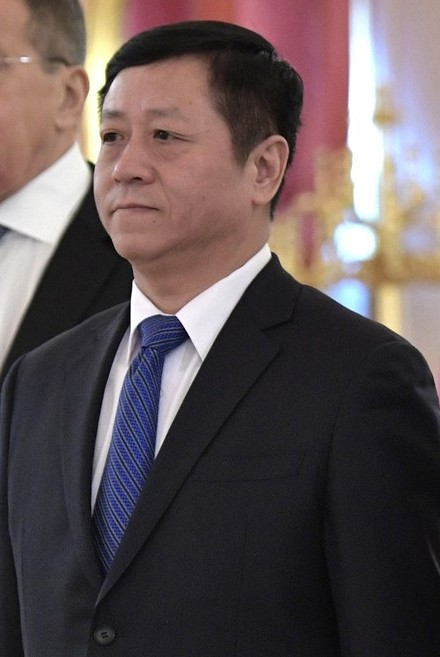
Zhang Hanhui im Jahr 2020

Zhang Hanhui (chinesisch 张汉晖; * Oktober 1963 im Kreis Jianping, Provinz Liaoning) ist ein Diplomat der Volksrepublik China. Seit August 2019 ist er deren Botschafter in Russland.

## Leben
Zhang Hanhui studierte an der Fremdsprachenuniversität Shanghai (Shanghai International Studies University, SISU) Russische Philologie. Danach trat er als Übersetzer in den Dienst des Außenministeriums, war dann unter anderem Dritter Sekretär der Abteilung für europäische und zentralasiatische Angelegenheiten, später deren Vizedirektor und schließlich Direktor. Von 2014 bis 2018 war er Botschafter in Kasachstan. Im Jahr 2019 wurde er zum Vize-Außenminister ernannt, unter anderem zuständig für die Länder Europas und Zentralasiens. Noch im selben Jahr berief Staatspräsident Xi Jinping ihn zum Nachfolger von Li Hui als Botschafter in Russland.